# Мутафян, Клод
Клод Армен Мутафян (фр. Claude Armen Mutafian, 27 июля 1942 года, Кламар, Франция) — профессор математики, доктор истории, преподаватель Университета Париж 13 в Вильтанёзе. Специализируется на истории Армении. В современном академическом мире известен как признанный специалист в области кавказских исследований. Иностранный член армянской академии наук

## Биография
Родился в 1942 году в городе Кламар (пригород Парижа), Франция. Клод много публиковался по алгебре, но начиная с 1980 года посвятил себя истории, особенно взаимоотношениям Армении с её различными соседями в течение веков. Также является доктором по истории в Университете Париж 1 Пантеон-Сорбонна. Мутафян является автором нескольких книг по истории Армении. В школе Мутафян увлекался литературой, античной и средневековой историей, проявлял интерес к латыни и греческому.
Родители Клода пережили геноцид и массовые депортации армян из Западной Армении. Отец Клода, Заре, скончался в 1980 году. Он был известным художником, его картины выставлены во Вьене, в Сен-сюр-Мэр (недалеко от Тулона). Мать Клода, Айкуи, во время геноцида была в числе тех, кого выселяли и депортировали через сирийскую пустыню Дейр-эз-Зор.

## Награды
- Медаль Мовсеса Хоренаци (21 октября 2022 года, Армения) — за значительный вклад в укрепление армяно-французских дружественных отношений и развитие арменоведения[3].